# Hārij
Hārij är en ort i Indien.   Den ligger i distriktet Patan och delstaten Gujarat, i den västra delen av landet, 800 km sydväst om huvudstaden New Delhi. Hārij ligger 50 meter över havet och antalet invånare är 18 964.
Terrängen runt Hārij är mycket platt. Runt Hārij är det ganska tätbefolkat, med 179 invånare per kvadratkilometer. Det finns inga andra samhällen i närheten. Trakten runt Hārij består till största delen av jordbruksmark.